# Klinglhof
Klinglhof ist ein Gemeindeteil der Gemeinde Waffenbrunn im Landkreis Cham des Regierungsbezirks Oberpfalz im Freistaat Bayern.

## Geografie
Klinglhof liegt am Katzbach 5 Kilometer nördlich von Waffenbrunn an der Staatsstraße 2146 und an der Bahnstrecke Cham–Waldmünchen. Die nächsten Haltepunkte dieser Bahn befinden sich in Balbersdorf 1 Kilometer südlich und in Geigant 2,5 Kilometer nördlich von Klinglhof.

## Geschichte
Die beiden Einöden Klinglhof und Klinglmühle liegen direkt nebeneinander am Katzbach, Klinglhof südlich, Klinglmühle nördlich. Trotz dieser räumlichen Nähe gehörten die beiden Einöden jeweils verschiedenen Gemeinden und verschiedenen Pfarreien an. Klinglhof gehörte zur Gemeinde Habersdorf. Klinglmühle gehörte zur Gemeinde Obernried. Erst mit der Gebietsreform in Bayern kamen 1972 beide Einöden zur Gemeinde Waffenbrunn. Klinglhof gehörte zunächst zur Pfarrei Arnschwang, dann zur Pfarrei Dalking und schließlich zur Pfarrei Waffenbrunn. Klinglmühle dagegen gehörte von Anfang an zur Pfarrkuratie St. Laurentius Grafenkirchen.
1752 gehörte Klinglhof zum Hinteren Amt des Gerichtes Cham. Klinglhof hatte 1 Anwesen, das zur Hofmark Waffenbrunn gehörte.
1808 wurde die Verordnung über das allgemeine Steuerprovisorium erlassen. Mit ihr wurde das Steuerwesen in Bayern neu geordnet und es wurden Steuerdistrikte gebildet. Dabei kam Klinglhof zum Steuerdistrikt Kolmberg. Der Steuerdistrikt Kolmberg umfasste zunächst die Orte Balbersdorf mit Klinglhof und Klinglmühle, Klessing, Kolmberg, Saisting mit Schnabelmühle. 1821 wurde die Einteilung in Steuerdistrikte überarbeitet. Dabei kam Habersdorf zum Steuerdistrikt Kolmberg.
1821 wurden im Landgericht Cham Gemeinden gebildet. Dabei wurde Kolmberg patrimonialgerichtische Gemeinde und Habersdorf landgerichtsunmittelbare Gemeinde. Klinglhof kam zur Gemeinde Habersdorf. Ab 1867 gehörten zur Gemeinde Habersdorf die Dörfer Balbersdorf, Friedendorf, Großpinzing, die Weiler Habersdorf, Kleinpinzing und die Einöde Klinglhof. Bei der Gebietsreform in Bayern wurde 1972 die Gemeinde Habersdorf zerschlagen und auf die Gemeinden Waffenbrunn und Weiding aufgeteilt. Dabei wurde Klinglhof nach Waffenbrunn eingemeindet.

## Pfarreizugehörigkeit
Klinglhof gehörte zunächst zur Pfarrei Arnschwang. 1697 wurde Dalking zur Pfarrei erhoben. Ihr erster Pfarrer war bis 1702 Johann Michael Göltinger. Die Pfarrei Dalking umfasste die Ortschaften Dalking, Balbersdorf, Döbersing, Dürrnwies⊙, Friedendorf, Großpinzing, Gschieß, Habersdorf, Kleinpinzing, Klinglhof, Pinzing, Reisach, Rettenhof, Steinwies⊙ (heute noch Straßenname am Westrand von Dalking), Weiding, Zelz. 1924 wurden Balbersdorf und Klinglhof und 1962 Habersdorf nach Waffenbrunn umgepfarrt. 1997 bestand die Pfarrei Waffenbrunn aus den Ortschaften Balbersdorf, Brennet, Geigen, Habersdorf, Klessing, Klinglhof, Kolmberg, Kotheben, Lohweiher, Maiberg, Prienzing, Rhanwalting, Saisting, Schnabelmühle, Stegmühle, Weiher und Willmering. Ihr gehörten insgesamt 2831 Katholiken und 75 Nichtkatholiken an. 1997 hatte Klinglhof 1 Katholiken.

## Einwohnerentwicklung ab 1838
| Jahr | Einwohner | Gebäude |
| ---- | --------- | ------- |
| 1838 | 15        | 1       |
| 1861 | 7         | 4       |
| 1871 | 7         | 3       |
| 1885 | 5         | 1       |
| 1900 | 6         | 1       |
| 1913 | 12        | 1       |

| Jahr | Einwohner | Gebäude |
| ---- | --------- | ------- |
| 1925 | 11        | 1       |
| 1950 | 4         | 1       |
| 1961 | 2         | 1       |
| 1970 | 2         | k. A.   |
| 1987 | 2         | 1       |
| 2011 | 0         | k. A.   |